# Bewegung des vierten Mai

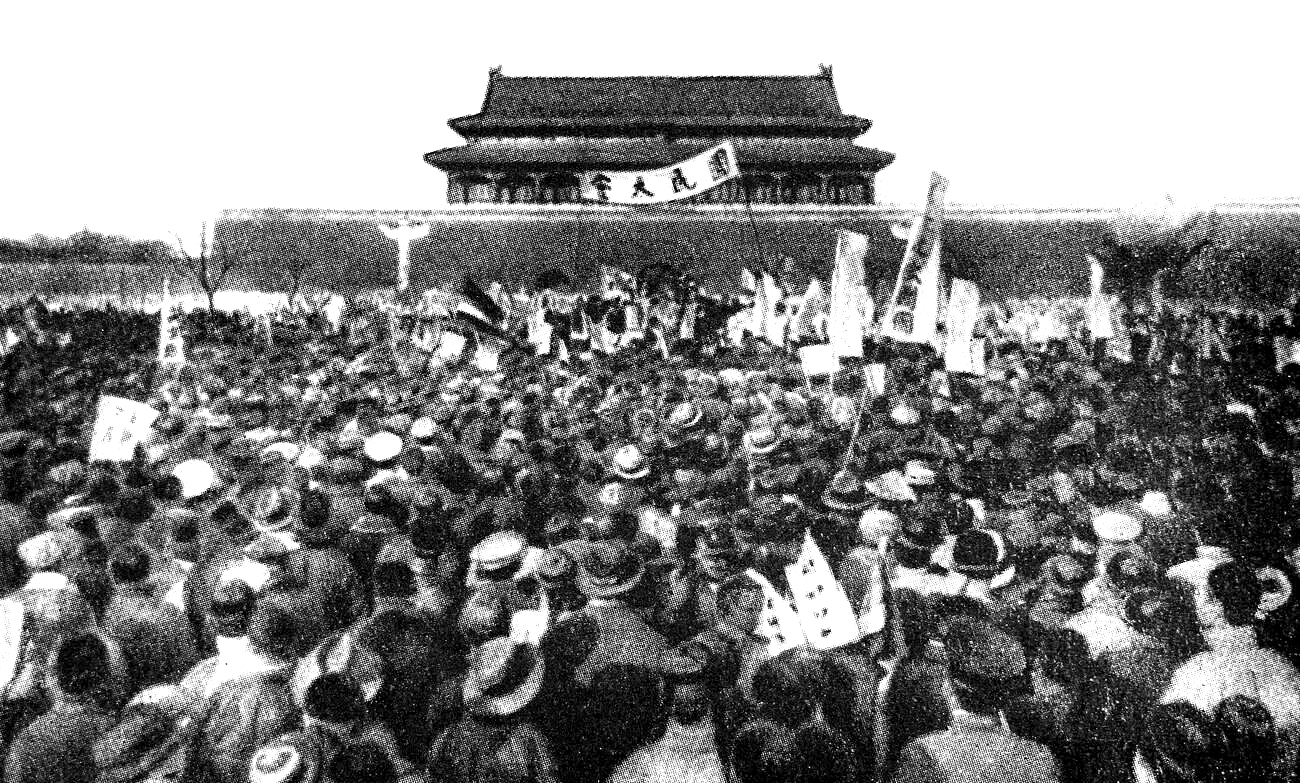
Sich versammelnde Studenten vor dem Tor des Himmlischen Friedens in Peking

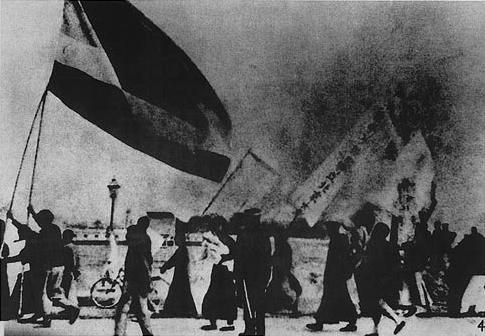
Demonstrierende Studenten

Die Bewegung des 4. Mai (chinesisch 五四運動 / 五四运动, Pinyin Wǔsì Yùndòng) fand ihren Ursprung in den Studentenprotesten gegen den Versailler Vertrag am 4. Mai 1919. China stand im Ersten Weltkrieg auf Seiten der Alliierten und hoffte auf eine Aufhebung der Ungleichen Verträge und die Nichtanerkennung der Einundzwanzig Forderungen Japans von 1915. Diese Hoffnungen wurden nicht erfüllt.
Sie vereinte die geistig-literarisch-politischen Strömungen der Bewegung für eine Neue Kultur zwischen 1915 und 1925 mit populärem Protest und gab ihr so eine breitere Basis. Die Bewegung des Vierten Mai gilt als erste politische Massenbewegung der chinesischen Geschichte und dient damit bis heute vielen politischen Strömungen als Bezugspunkt zur Identifikation und Legitimation.

## Vorgeschichte

### Versailler Vertrag
China trat im August 1917 auf der Seite der Alliierten in den Ersten Weltkrieg ein, in der Hoffnung, die Alliierten zur Aufhebung der Ungleichen Verträge sowie zur Nichtanerkennung der Einundzwanzig Forderungen Japans von 1915 zu bewegen. Japan hatte darin unter anderem Anspruch auf die deutschen Niederlassungen in der Provinz Shandong (Kiautschou) erhoben, die es 1914 erobert hatte. Die Unterzeichnung der Einundzwanzig Forderungen durch die chinesische Regierung erzeugte eine große Unzufriedenheit und Enttäuschung bei vielen Chinesen und rief insbesondere in Intellektuellenkreisen starke nationalistische und anti-japanische Gefühle hervor.
Während der Aushandlung des Friedensvertrags von Versailles auf der Pariser Friedenskonferenz 1919 wurde die Absicht der Hauptsiegermächte Großbritannien und Frankreich deutlich, Kiautschou an Japan zu übergeben. Sie hatten während des Krieges mit Japan geheime Abkommen geschlossen, die beinhalteten, dass sie die japanischen Ansprüche in China unterstützen würden, wenn Japan im Gegenzug auf der Seite der Alliierten bliebe. Außerdem waren weder Frankreich noch das Vereinigte Königreich bereit, auf ihre extraterritorialen Privilegien und ihre Pachtgebiete in China zu verzichten.

### Neue Kulturbewegung
Die Neue Kulturbewegung, die in der jungen Republik China begonnen hatte, vereinigte viele Intellektuelle in China, um gemeinsam für die Zukunft des Landes zu arbeiten. Die Bewegung hatte zum Ziel, die alte konfuzianische Gesellschaftsordnung zu hinterfragen und westliche Werte in China einzuführen, wie zum Beispiel Demokratie, Gleichheit und Freiheit, soweit dies für chinesische Verhältnisse opportun erschien. Es wurde auch ein neuer Stil in die chinesische Schrift und Literatur eingeführt; die neuesten Entwicklungen in Wissenschaft und Technik wurden rezipiert und wenn möglich übernommen. Die bekanntesten Führer der Bewegung waren Chen Duxiu, Cai Yuanpei und Hu Shi. Ihre Ideen beeinflussten viele chinesische Studenten, die sich gegen die japanische Aggression wandten. Zahlreiche neue Denkfabriken und Debattierzirkel wurden gegründet, in denen die Situation Chinas und Lösungsmöglichkeiten und -modelle für aktuelle Probleme diskutiert wurden. Eine dieser Denkfabriken war die 1919 gegründete Jungchina-Vereinigung.

## Bewegung des 4. Mai
Am 4. Mai 1919 versammelten sich mehr als dreitausend Studenten von verschiedenen Universitäten in Peking, um gegen Japan zu demonstrieren. Viele Menschen, auch Arbeiter oder Händler, taten es den Studenten gleich und organisierten in Peking und anderen Städten Demonstrationen, Streiks und Boykotte japanischer Waren. Die Bewegung hatte Rückhalt in allen Klassen der chinesischen Gesellschaft. Die Bewegung breitete sich auf 20 Provinzen und 150 chinesische Städte aus.
Zahlreiche Demonstranten wurden auf Geheiß des Staatspräsidenten Xu Shichang verhaftet. Unter öffentlichem Druck musste die Regierung die verhafteten Studenten jedoch freilassen.

## Auswirkungen

### Versailler Vertrag
Die Bewegung hatte den Erfolg, dass neben den USA auch die Republik China den Versailler Vertrag nicht unterzeichnete. Am 28. Juni 1919 weigerten sich die chinesischen Delegierten, den Friedensvertrag zu unterschreiben, weil er die Wünsche Chinas nicht berücksichtigte. Der unpopuläre chinesische Außenminister wurde entlassen.
Am 20. Mai 1921 schloss China mit Deutschland einen separaten Friedensvertrag. Insbesondere nach der Einigung Chinas (1928) unter der nationalistischen Kuomintang kam es schließlich zu einer verstärkten Kooperation zwischen Deutschland und China.

### Beginn politischer Massenbewegungen in China
Die Bewegung des 4. Mai bezeichnet den Beginn politischer Massenbewegungen in China. Es war das erste Mal in der chinesischen Geschichte, dass Menschen aus verschiedenen Klassen zusammen ihren Wünschen Ausdruck verliehen. Eine Schlüsselperson, die diese Gedanken entwickelte, war der Schriftsteller Zhou Zuoren.

### Intellektuelles Denken und kultureller Wandel
Die Bewegung des vierten Mai war Ausgangspunkt eines erheblichen kulturellen Wandels in China.
Sie war auch ein Wendepunkt im Denken der Intellektuellen, das sich radikalisierte. Davor hatte die liberale Demokratie des Westens eine große Vorbildwirkung gehabt. Der Vertrag von Versailles wurde hier jedoch als Betrug angesehen. Chinesische Intellektuelle begannen u. a. den Marxismus/Leninismus zu studieren und sich für die entstehende Sowjetunion als mögliches politisch-gesellschaftliches Modell zu interessieren. Intellektuelle wie z. B. Chen Duxiu und Li Dazhao setzten sich mit den Ideen des Kommunismus auseinander. Dagegen orientierten sich die chinesischen Nationalkonservativen zum Teil an autoritären oder faschistischen Vorbildern.
Der Aufstieg der beiden radikalen Parteien, der Kommunistischen Partei Chinas und der Nationalistischen Partei Chinas (Kuomintang), und der spätere Konflikt zwischen diesen beiden Parteien, der letztlich zum Chinesischen Bürgerkrieg und seinen Folgen führte, lassen sich bis zu den Geschehnissen der Bewegung des 4. Mai zurückverfolgen.

## Erinnerung
Eine Straße in Fuzhou und ein Platz in Qingdao wurden nach der Bewegung des 4. Mai benannt; es wurden Denkmale errichtet. Auf dem Tian’anmen-Platz erinnert eines der acht Reliefs des Denkmals für die Helden des Volkes an die Bewegung.

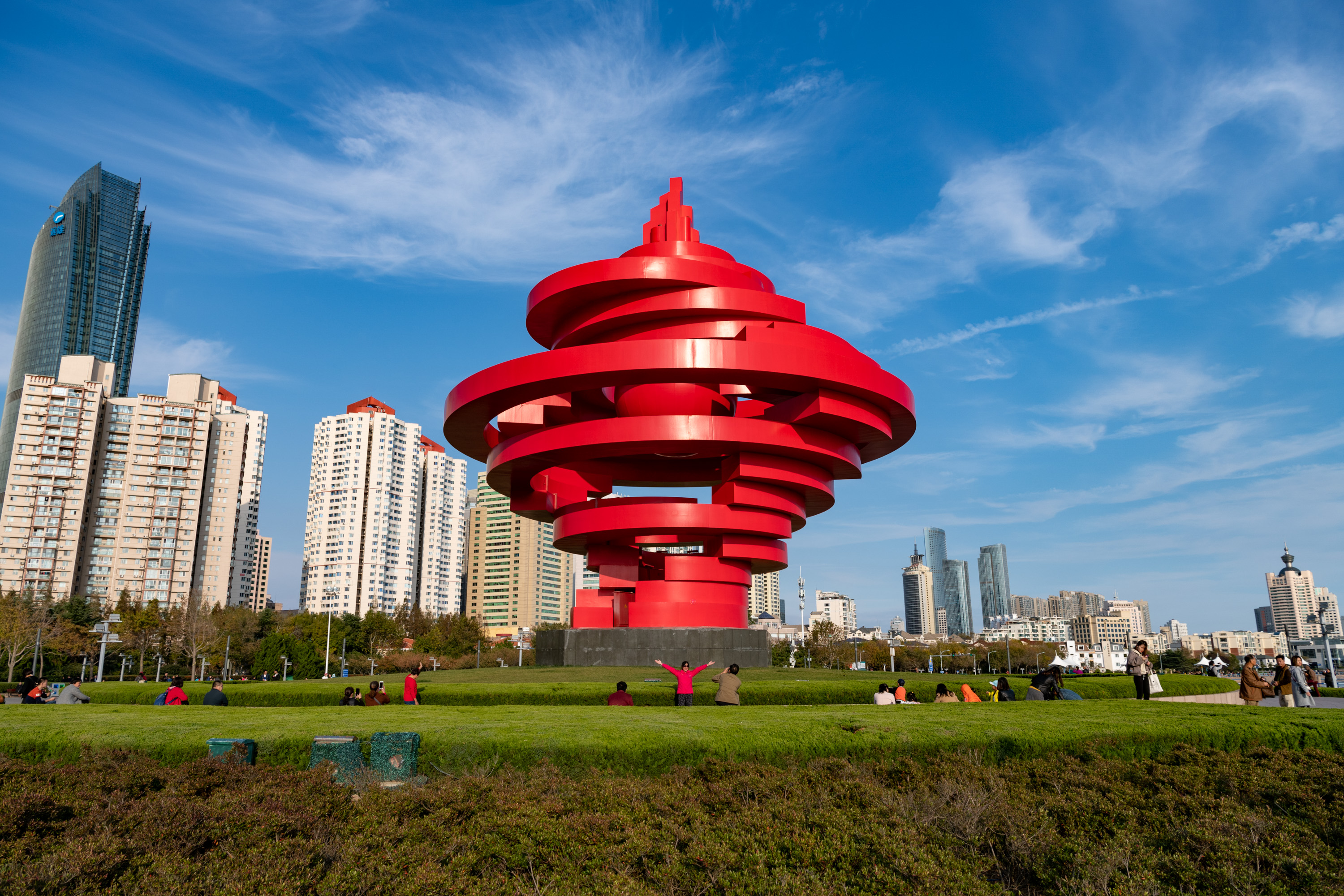
Skulptur „Mai Wind“ in Qingdao
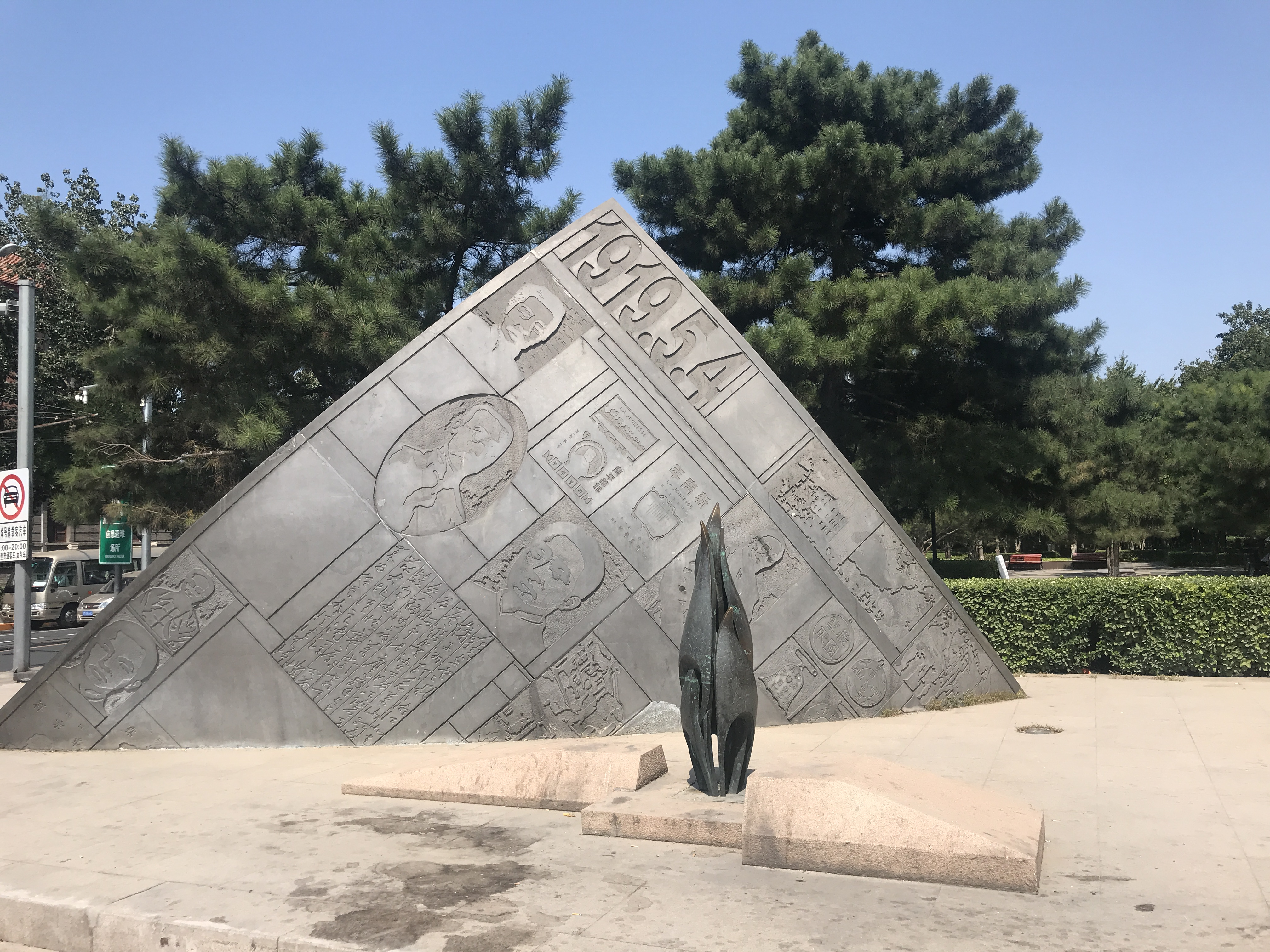
Denkmal in Peking